# Omer Taverne
Omer Taverne   (Waudrez, 27 de juliol de 1904 - Dacs, 29 de maig de 1988) va ser un ciclista belga que fou professional entre 1927 i 1936. En el seu palmarès destaquen dues victòries d'etapa al Tour de França, el 1929 i 1930.

## Palmarès
- 1922
  - 1r a la Binche-Doornik-Binche
- 1924
  - 1r a la Lieja-Malmédy-Lieja
- 1926
  - 1r a la Binche-Doornik-Binche
- 1929
  - Vencedor d'una etapa al Tour de França
- 1930
  - 1r al Campionat de Zúric
  - Vencedor d'una etapa al Tour de França

## Resultats al Tour de França
- 1929. 21è de la classificació general. Vencedor d'una etapa
- 1930. 29è de la classificació general. Vencedor d'una etapa